# المقراب (كوكبة)

الصورة لبرج المرقب.

كوكبة المقراب أو كوكبة المرقب الفلكي (باللاتينية: Telescopium)‏ هي من كوكبات نصف الكرة الأرضية الجنوبي، ويظهر بوضوح إلى الجنوب من خط العرض 33 درجة؛ وذلك في الفترة الممتدة من شهر حزيران/يونيو إلى شهر آب/أغسطس. ابتكر عالم الفلك الفرنسي نيكولا لويس دو لاكاي هذه الكوكبة، وذلك خلال إقامته في رأس الرجاء الصالح بين عامي 1751م و1752م. ومن التجمعات النجمية: NGC 6584.